# U 850
U 850 war ein U-Boot vom großen Typ IX D2, auch „Ozeanboot“ oder „Fern-U-Boot“ genannt, das während des Zweiten Weltkrieges durch die deutsche Kriegsmarine im U-Boot-Krieg eingesetzt wurde. U 850 gehörte zur Gruppe Monsun, und sollte im Indischen Ozean operieren, wurde jedoch versenkt, bevor es das Einsatzgebiet erreichen konnte.

## Geschichte
U 850 wurde am 20. Januar 1941 zusammen mit fünf anderen Booten (U 848 bis U 852) bei der Bremer AG Weser in Auftrag gegeben.
Die Kiellegung des Bootes unter der zeitweiligen Bezeichnung „Neubau 1056“ begann am 17. März des Jahres 1942, der Stapellauf erfolgte am 7. Dezember desselben Jahres. Die Indienststellung, nach der erfolgten Restausrüstung unter Korvettenkapitän, später Fregattenkapitän und postum Kapitän zur See Klaus Ewerth, ehemals Kommandant von U 1, U 26, U 35 und U 36, fand am 17. April 1943 statt. Als Bootswappen führte U 850 ein vierblättriges Kleeblatt und in jedem der Blätter befand sich die Zahl »25«. Laut Aussagen seines Sohnes, Kapitän zur See Johannes Ewerth, führte Klaus auf U 26 und U 850 dieses Kleeblatt als Glücksbringer.

## Einsatz

### 1. Unternehmung
Das Boot verließ am 18. November 1943 um 07:00 Uhr morgens den Marinestützpunkt in Kiel und erreichte zwei Tage später Kristiansand, wo noch einige Ergänzungen an Proviant und Brennstoff durchgeführt wurden. Anschließend sollte U 850 sich der Gruppe Monsun anzuschließen und dann den Stützpunkt Penang anlaufen. Die Monsun-Boote operierten von südostasiatischen Häfen aus, die von japanischen Truppen besetzt waren. Auf seiner 31 Tage langen Unternehmung konnte Ewerth, welcher zuvor im Krieg schon 4 Schiffe mit einer Gesamttonnage von 21.699 BRT versenkt hat, keine Schiffe versenken oder beschädigen.

## Verlust
Das Boot wurde am 20. Dezember 1943 an der Wasseroberfläche vom US-amerikanischen Avenger-Torpedobomber T-18 der US-Navy Squadron VC-19, geflogen von H.G Bradshaw, gesichtet und mit Wasserbomben und Fido-Zielsuchtorpedos attackiert. Die akustischen Zielsuchtorpedos trafen nach kurzer Zeit das Heck von U 850, woraufhin das Boot sank. Die Avenger T-18 war auf dem Escort-Carrier Bogue stationiert. U 850 war ein Totalverlust mit 66 Toten. Das Wrack liegt auf der Position 37° 54' N / 37° 01' W im ehemaligen Marineplanquadrat DF 3731.